# Rennes
Rennes (wymowaⓘ, bret. Roazhon, gallo Resnn) – miasto i gmina w północno-zachodniej Francji, stolica regionu administracyjnego Bretania oraz departamentu Ille-et-Vilaine, położone nad rzeką Vilaine, przy ujściu Ille
Według danych na rok 2018 gminę zamieszkiwało ok. 221 tys. osób. Działa tam polski konsulat honorowy.

## Historia
W starożytności był to stołeczny gród Condate plemienia Redonów. Pod panowaniem rzymskim przekształcone w Condate Redonum.
W 1532 roku włączone do Francji.

## Gospodarka
Największym zakładem aglomeracji Rennes jest założona w 1962, zatrudniająca około 10 tys. pracowników fabryka aut koncernu PSA, która jest zlokalizowana na południe od miasta w strefie La Janais. Montowane są tam modele Citroën C5, Citroën C6 i Peugeot 407. W 2005 fabryka wyprodukowała 340 tys. aut.

## Edukacja
Rennes to miasto uniwersyteckie z ponad 60 000 studentów.
- CentraleSupélec: grande école
- École supérieure d’électricité: Elektryczność
- Uniwersytet w Rennes 1: Prawo, Medycyna, Nauki Ścisłe
- Uniwersytet w Rennes 2 Górna Bretania: Języki Obce, Humanistyka
- Paris School of Business: Zarządzanie
- Rennes School of Business: Zarządzanie
- Institut d'Etudes Politiques de Rennes (Sciences PO)

## Transport
- Metro w Rennes (Métro de Rennes) – system metra typu VAL (lekkie pojazdy automatyczne – véhicule automatique léger), otwarty 15 marca 2002.

## Sport
- Stade Rennais – klub piłkarski
- Rennes Volley 35 – klub siatkarski

## Religia
Miasto jest siedzibą rzymskokatolickiej archidiecezji Rennes.

### Obiekty sakralne
- Archikatedra św. Piotra z 1180, obecnie neoklasycystyczna;
- Bazylika Świętego Zbawiciela z 1703, barokowa;
- Bazylika Notre-Dame-de-Bonne-Nouvelle z 1904, neogotycka;
- Kościół św. Szczepana z 1676, barokowy;
- Kościół św. Germana z XV wieku, gotycki;
- Kościół św. Melaniusza z VI wieku, obecnie gotycko-barokowy.

## Zdjęcia

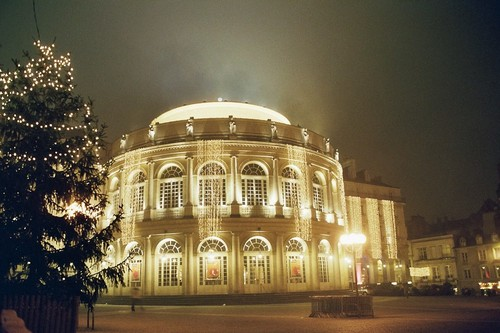
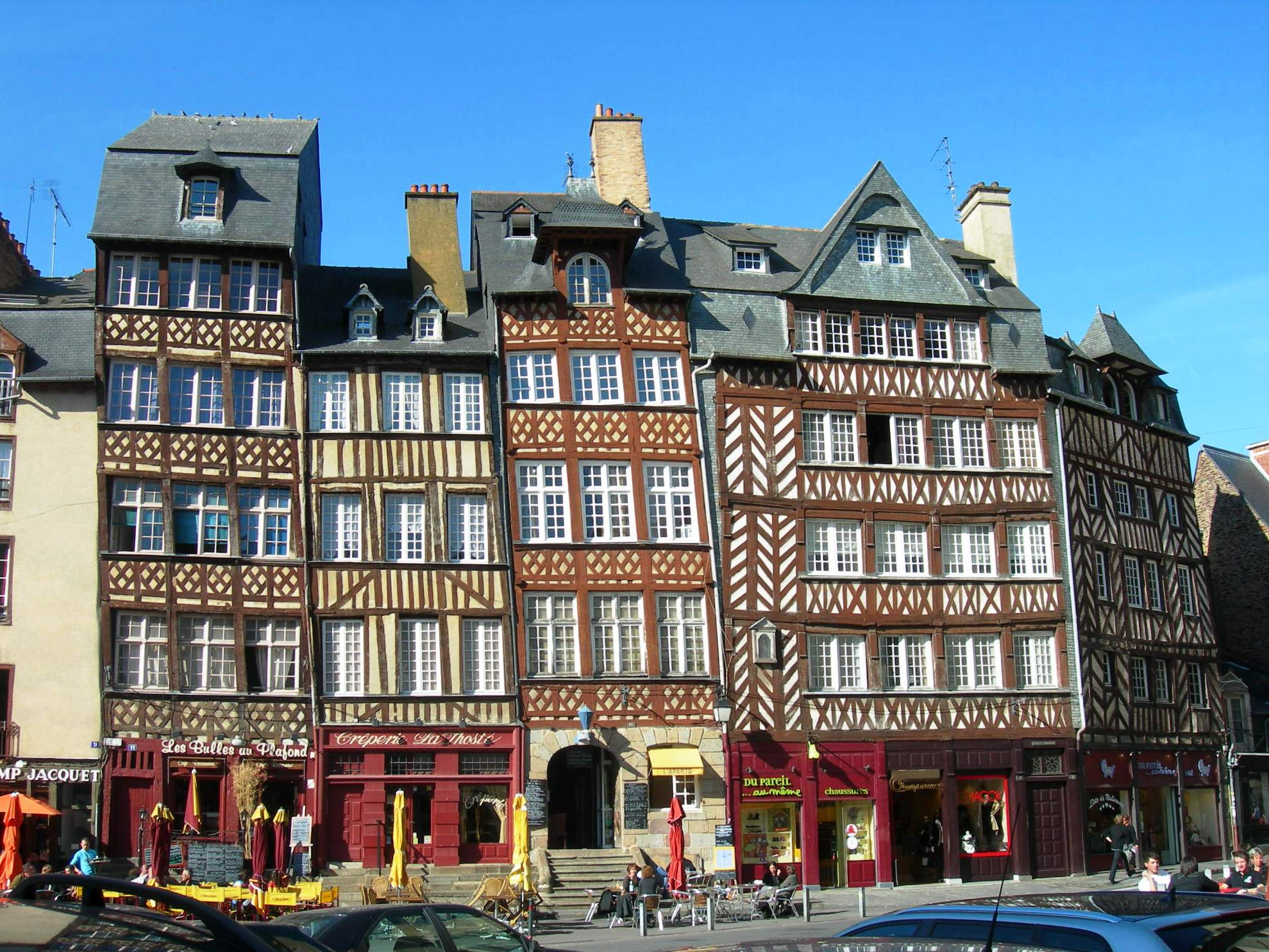
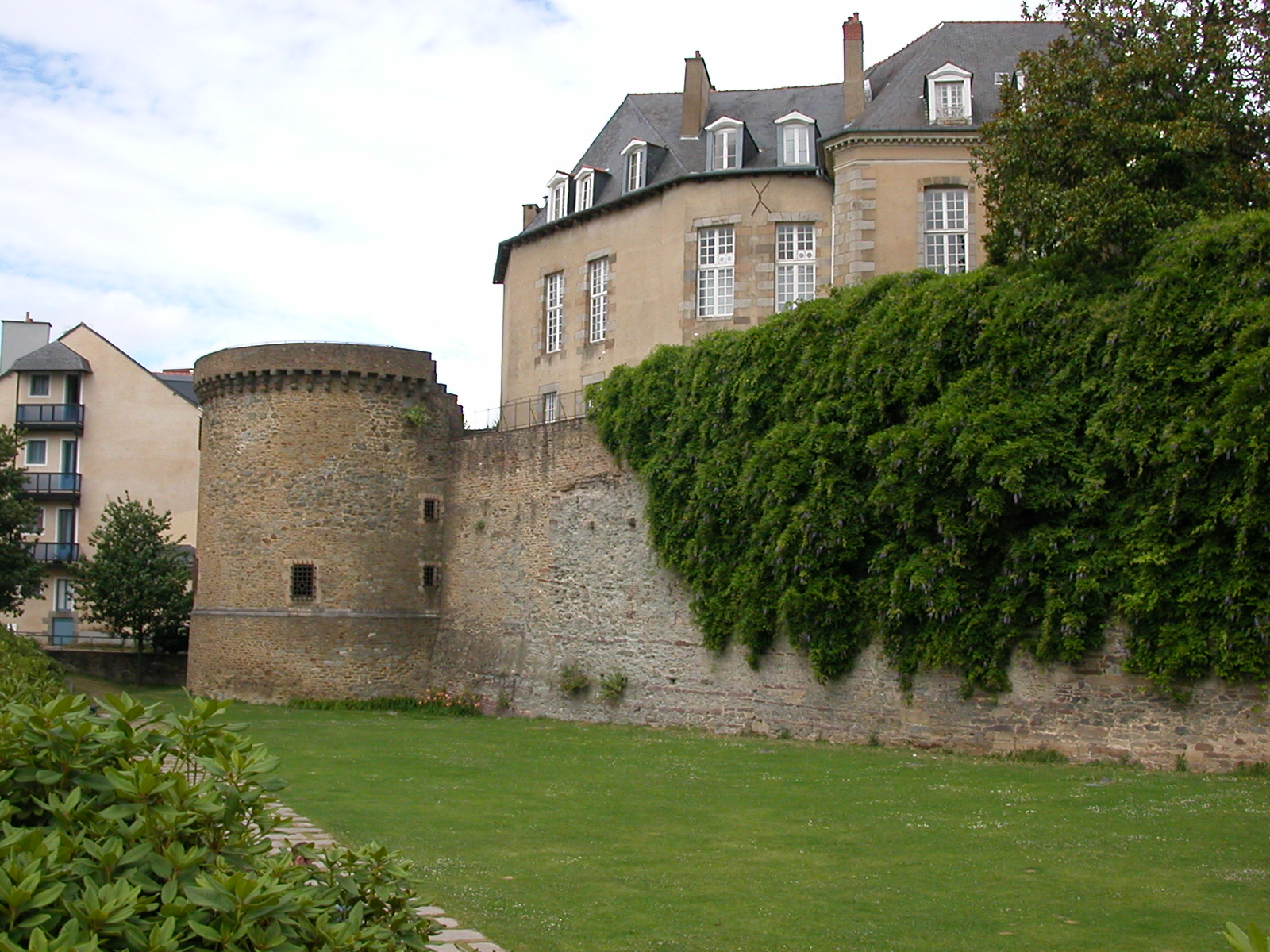
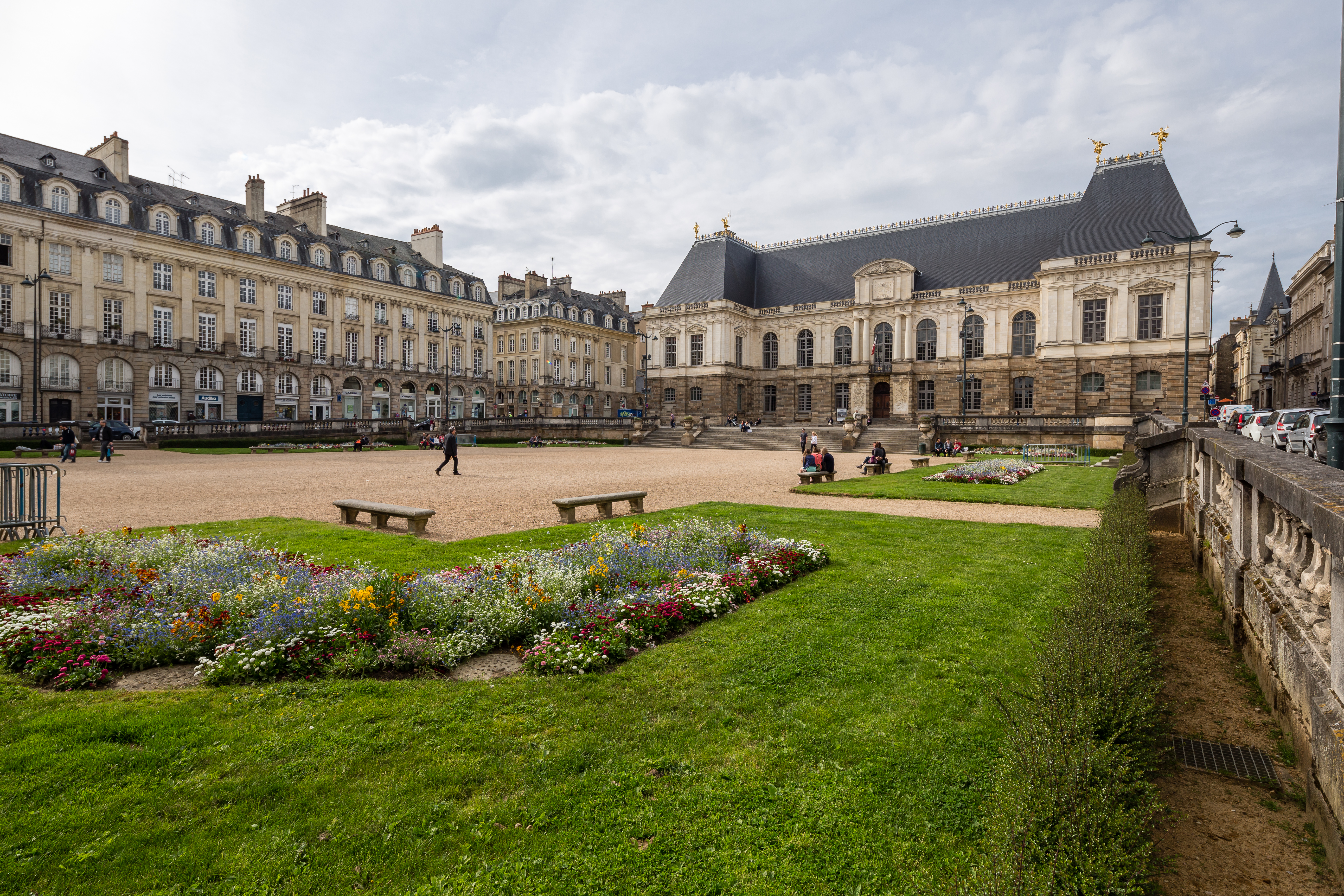
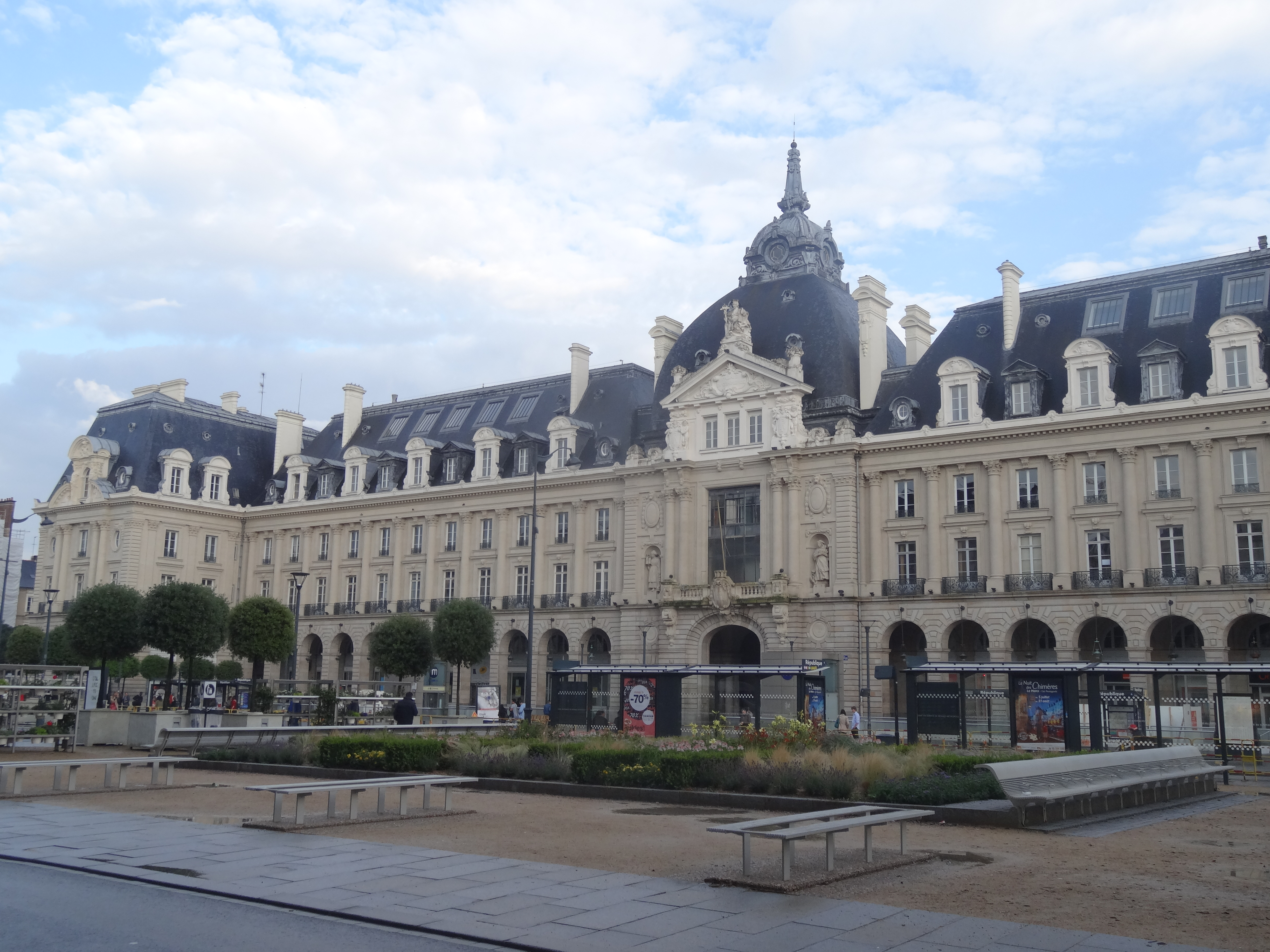
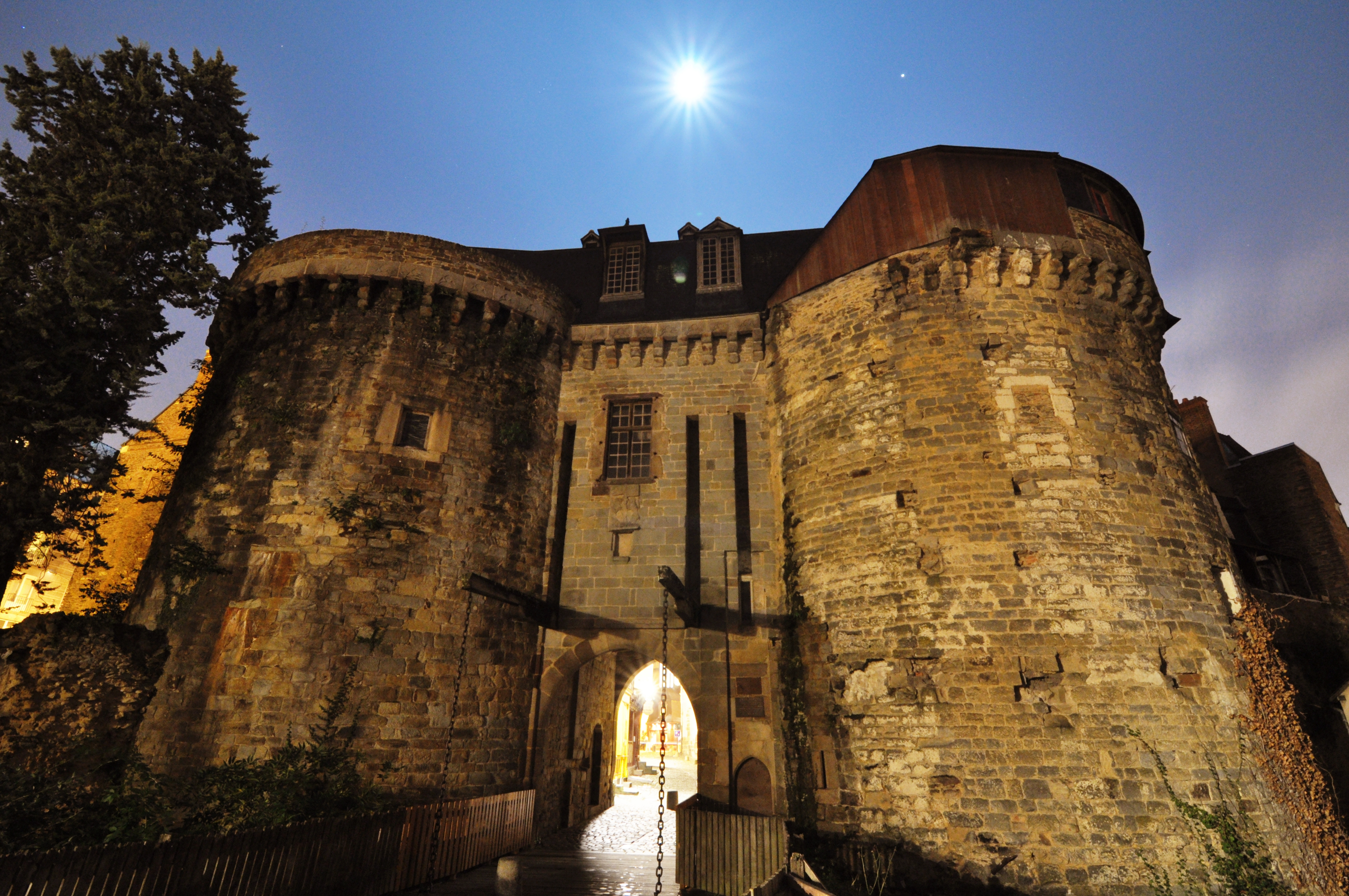
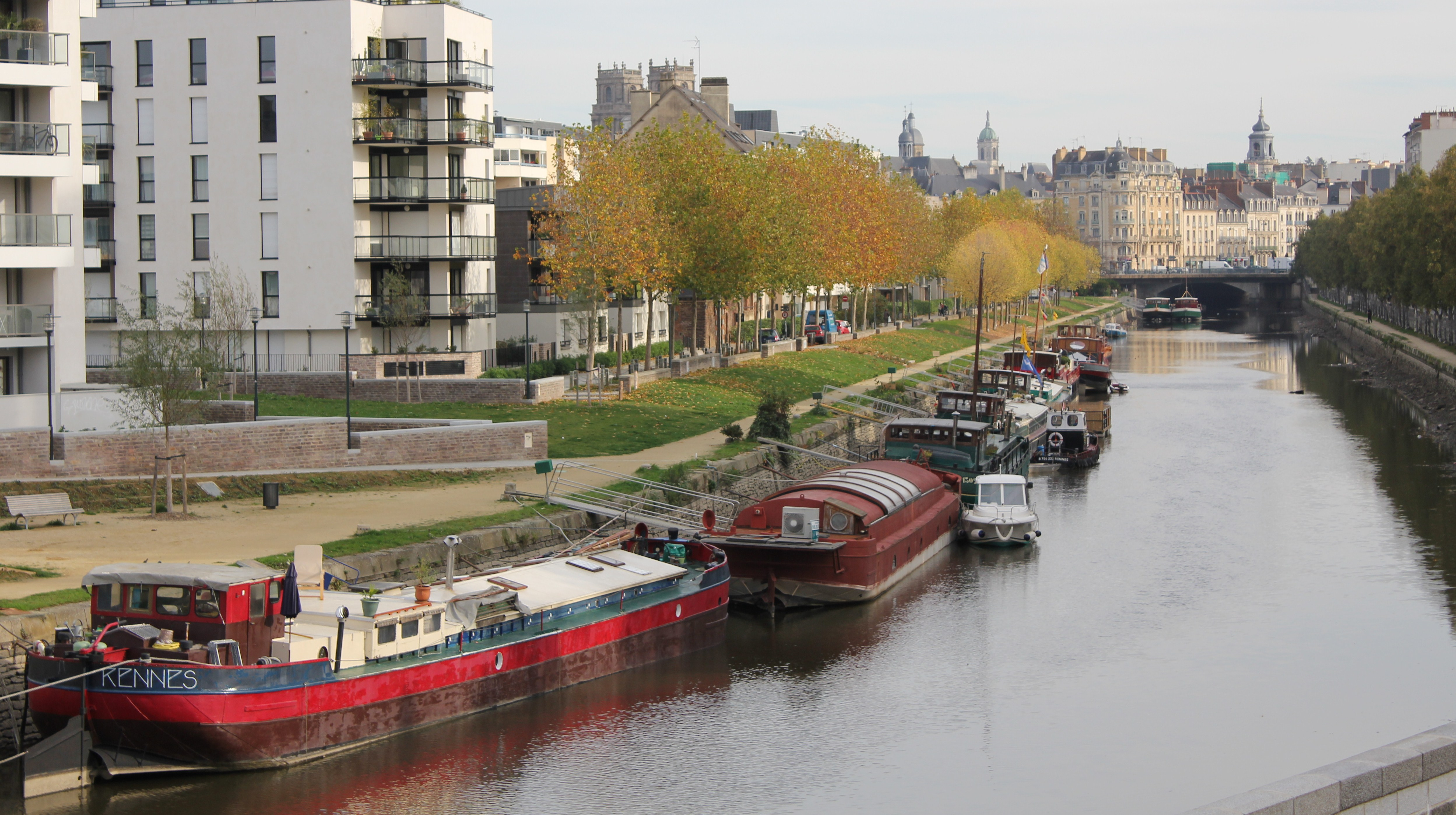
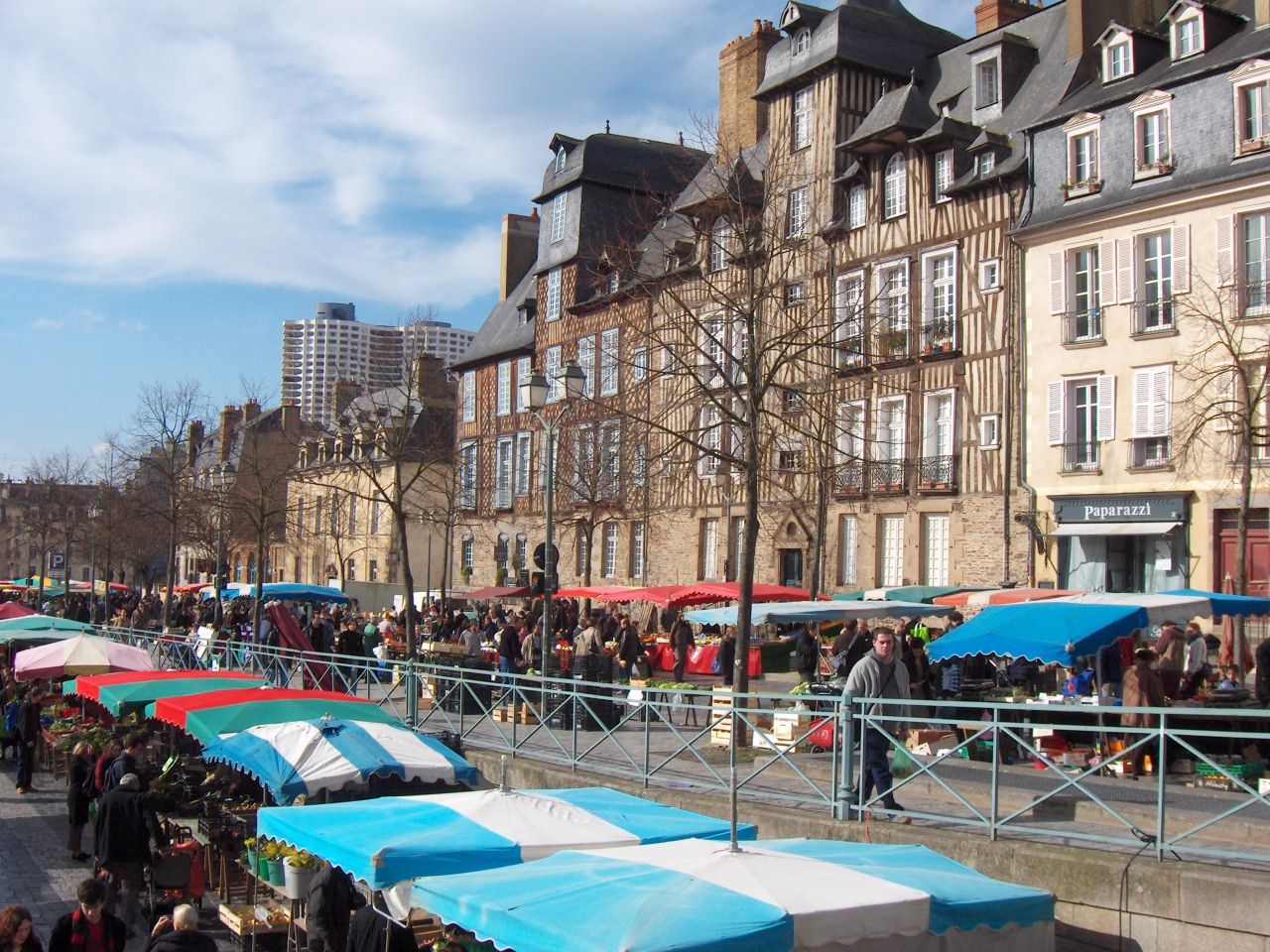
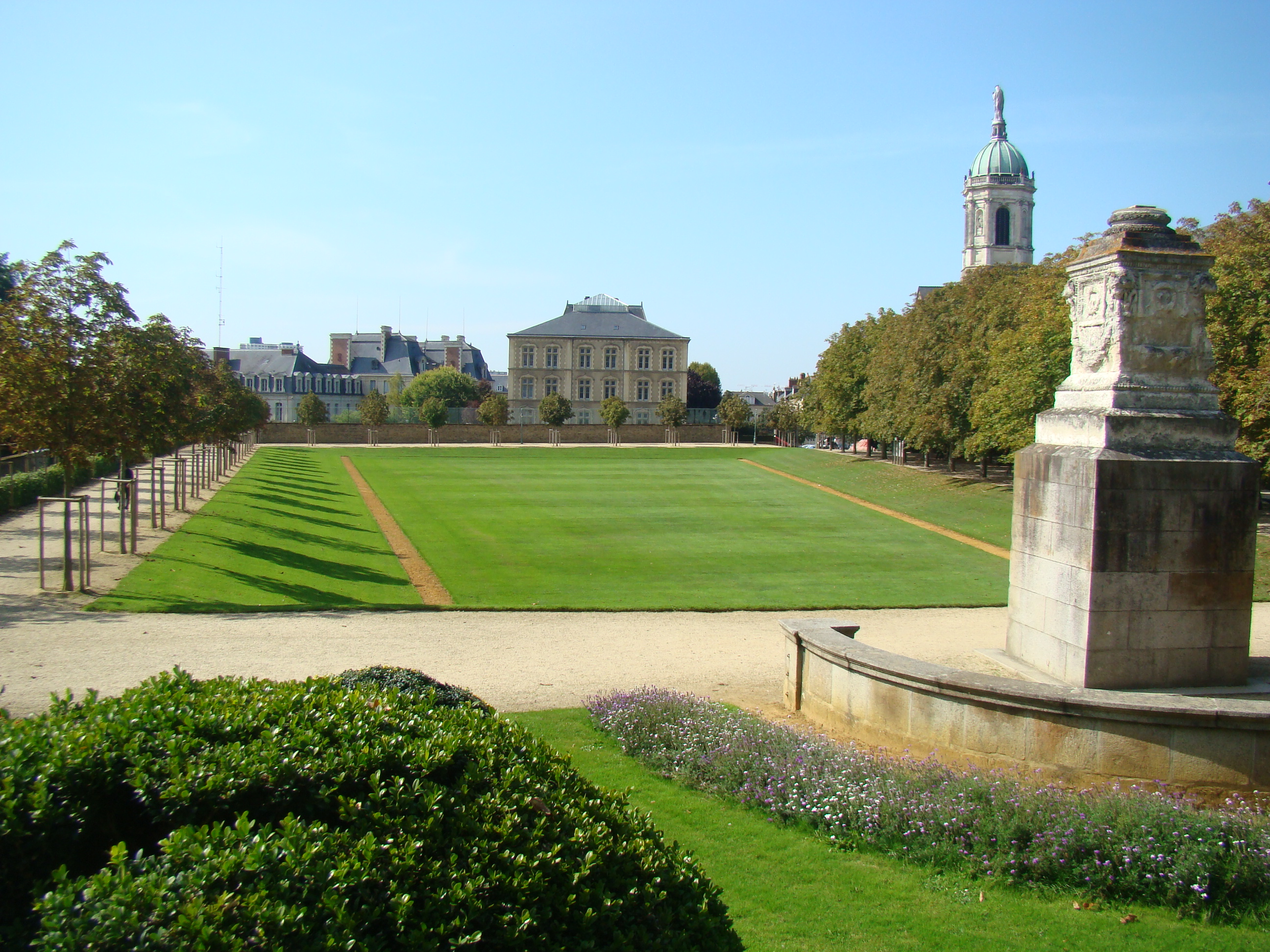

## Współpraca
Miejscowości partnerskie:
- Ałmaty, Kazachstan
- Brno, Czechy
- Cork, Irlandia
- Erlangen, Niemcy
- Exeter, Wielka Brytania
- Jinan, Chiny
- Leuven, Belgia
- Plateau Dogon, Mali
- Poznań, Polska
- Rennes-les-Bains, Francja
- Rochester, USA
- Satif, Algieria
- Sendai, Japonia
- Sybin, Rumunia